# Iglesia de Santa María (Toronto)

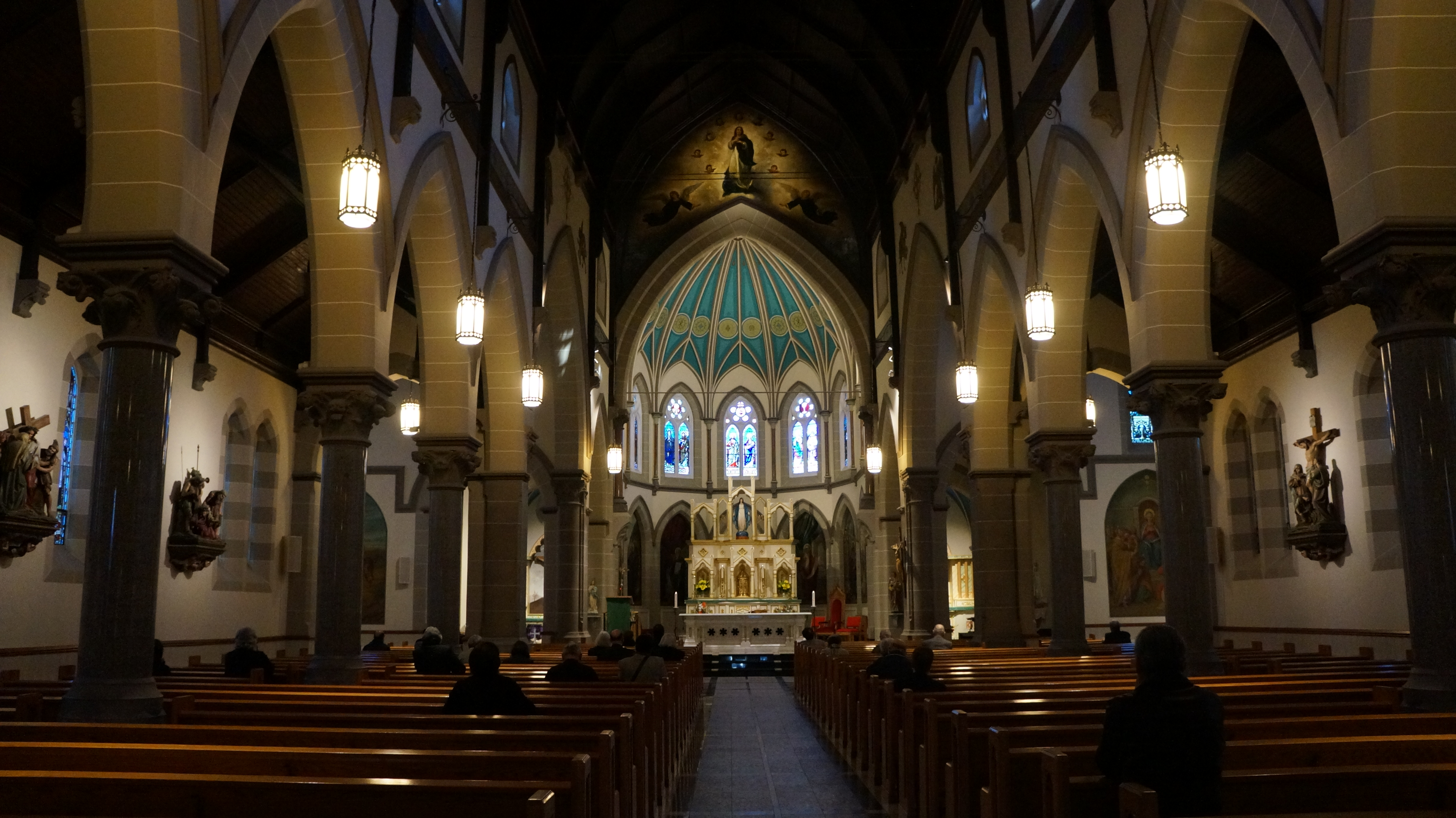
Vista interna

La Iglesia de Santa María (en inglés: St. Mary's Church, Toronto) es una iglesia católica ubicada en la calle 130 Bathurst, en Plaza de Portugal en la zona de Niagara de Toronto, en la provincia de Ontario en Canadá. La parroquia fue fundada por los inmigrantes irlandeses en 1852. La iglesia de estilo gótico fue diseñada por Joseph Connolly y se terminó en 1889, mientras que la torre fue finalizada en 1905. 
La casa parroquial, convento y una escuela también se encuentran a lo largo de la plaza Portugal.